# ドワイト・ハワード
ドワイト・デビッド・ハワード2世（Dwight David Howard II , 1985年12月8日 - ）は、アメリカ合衆国ジョージア州アトランタ出身のプロバスケットボール選手。ポジションはセンター。

## 経歴

### 高校時代
高校の体育教師の父と元バスケットボール選手の母というスポーツ一家で育ったハワードは、高校は父が勤めるバスケットの名門校サウスウェスト・アトランタ・クリスチャン高等学校で、在学中の4年間において129試合に出場し、16.6得点、13.4リバウンド、6.3ブロックの成績を記録した。最終学年には25.0得点、18.0リバウンド、8.0ブロックの成績でチームを州チャンピオンに導き、全米で最も活躍した高校生選手に贈られるネイスミス賞を受賞、パレード誌選出のオールアメリカンにも選ばれた。この年のマクドナルド高校オールスターゲームでは19得点を記録してJ・R・スミスと共にMVPに選ばれている。初めてダンクに成功したのは13歳のときで、このときの身長は175cmほどだった。

#### オーランド・マジック
大学には進学せず、2004年のNBAドラフトにアーリーエントリーし、オーランド・マジックから全体1位指名を受けた。2006年より高校卒業すぐの指名ができなくなったため、ハワードは高校からのエントリーで1位指名を受けた最後の選手である。
通常、高校からエントリーした選手は身体が完成していないため、プロの世界では通用するまでにある程度の時間を要するが、ハワードは非常に恵まれた肉体を有していたため、1年目から即戦力として活躍、シーズン開幕戦では12得点、10リバウンド、4ブロックといきなりダブル・ダブルの活躍、その後幾つかの最年少記録を更新。シーズン平均12.0得点、10.0リバウンドを記録し、NBA史上最年少でシーズン平均ダブル・ダブルを達成した選手となり、高卒新人としては初のシーズン82試合フル出場を果たした。新人王投票では3位に終わったが、NBAオールルーキーファーストチームに選出された（なお、新人王はエメカ・オカフォー）。
翌2005-06シーズン中は、11月15日のシャーロット・ボブキャッツ戦で21得点、20リバウンドを記録、さらに4月15日のフィラデルフィア・セブンティシクサーズ戦では28得点、26リバウンドを記録した。このシーズンの平均12.5リバウンドはリーグ2位、通算リバウンド数は1位となった。このシーズン中にスティーブ・フランシスがチームを去ったことにより、弱冠20歳のハワードは大黒柱としてチームを背負うことになった。
2006-07シーズン序盤は、ハワードとベテランのグラント・ヒルを中心に若いチームはまとまり、ディビジョン首位をキープするなどチーム成績は確実に上向き始めた。オールスターにも初めて選ばれ、スラムダンクコンテストにも出場。ダンクをリングに叩き込む際にバックボードにハワード自身のステッカーを貼るパフォーマンスを披露したが、審査員には不評だった。好調だったチームはシーズン中盤以降成績が下降するも、カンファレンス8位の座を死守し、4年ぶりにプレーオフに進出した。自身初のプレーオフは1回戦でデトロイト・ピストンズに4戦全敗でシーズンを終えた。自身初のオールNBAサードチームに選出された。

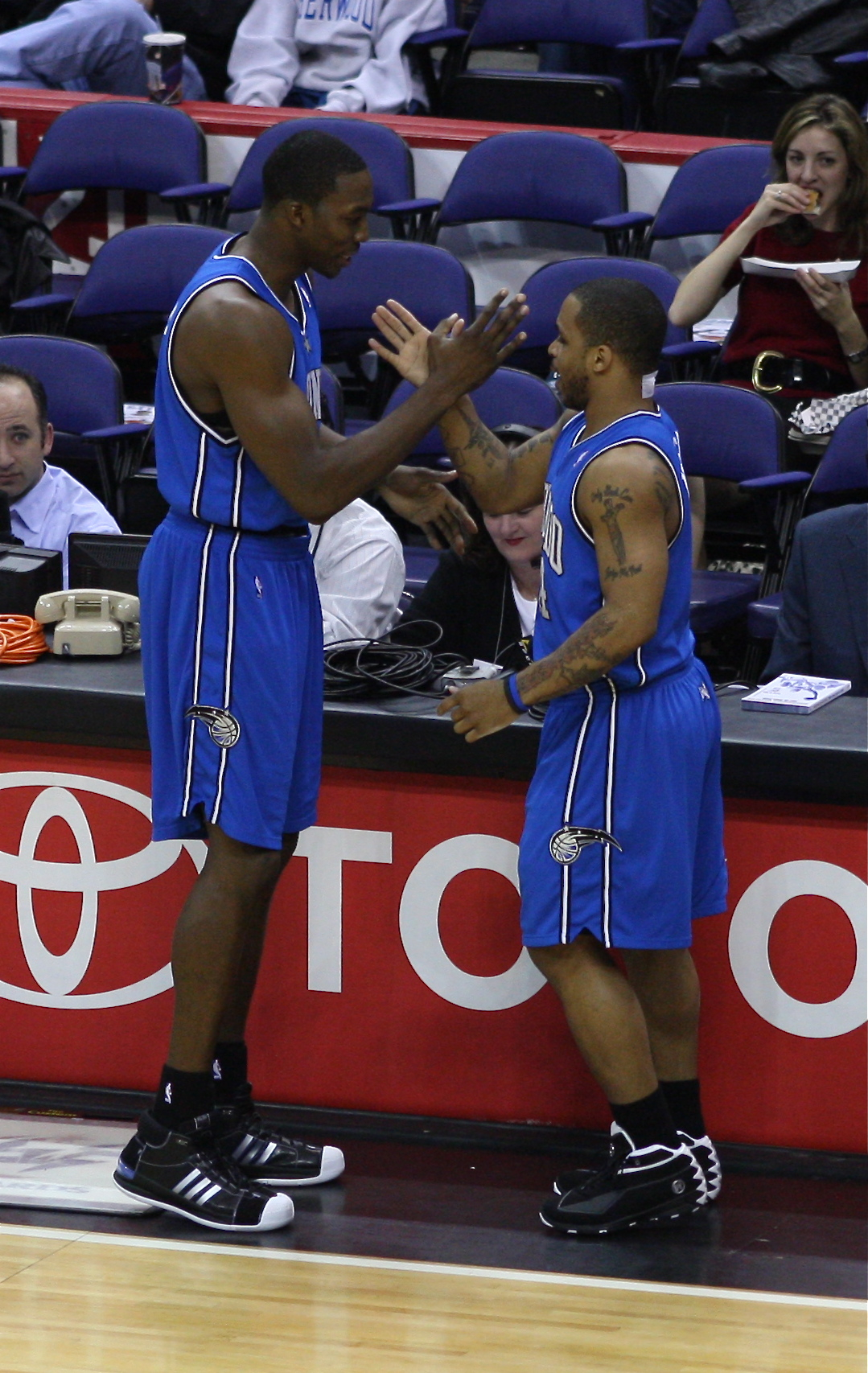
2008年のハワードとジャミール・ネルソン

オフにはグラント・ヒルがチームを去り、新たにシューターのラシャード・ルイスを迎えて2007-08シーズンに入った。このシーズンで目覚しい成長を遂げ、11月と12月の月間最優秀選手賞を獲得。シーズンの通算ダブル・ダブル達成数はリーグ1位（69回）を記録し、20得点・20リバウンド以上を5回達成した。シーズン平均で20.7得点、14.2リバウンドを記録。14.2リバウンドは2位以下を大きく引き離し、自身初かつNBA史上最年少でリバウンド王を受賞した。さらにオールNBAファーストチーム、オールディフェンシブセカンドチームにも初選出され、名実共にリーグを代表するセンターとなった。オールスターファン投票ではシャキール・オニールを抜いてイーストのセンター部門第1位となり、先発メンバーとしてオールスターに出場した。またリベンジを誓って臨んだダンクコンテストでは、バックボード裏からのウィンドミルダンクや、スーパーマンダンクなど圧巻のパフォーマンスで優勝を果たした。チームは52勝30敗の好成績を収め、地区優勝を飾る。プレーオフ1回戦ではトロント・ラプターズと対戦したが、インサイド陣を支配し、5試合中3試合で20得点・20リバウンド以上を達成し、22.6得点、18.2リバウンドを記録し、4勝1敗で勝利。自身初めてカンファレンス準決勝まで進んだが、雪辱の相手となるピストンズと対戦では、ピストンズの厳しいマークに苦しみ、シリーズ平均15.2得点に抑え込まれ、1勝4敗で敗退した。

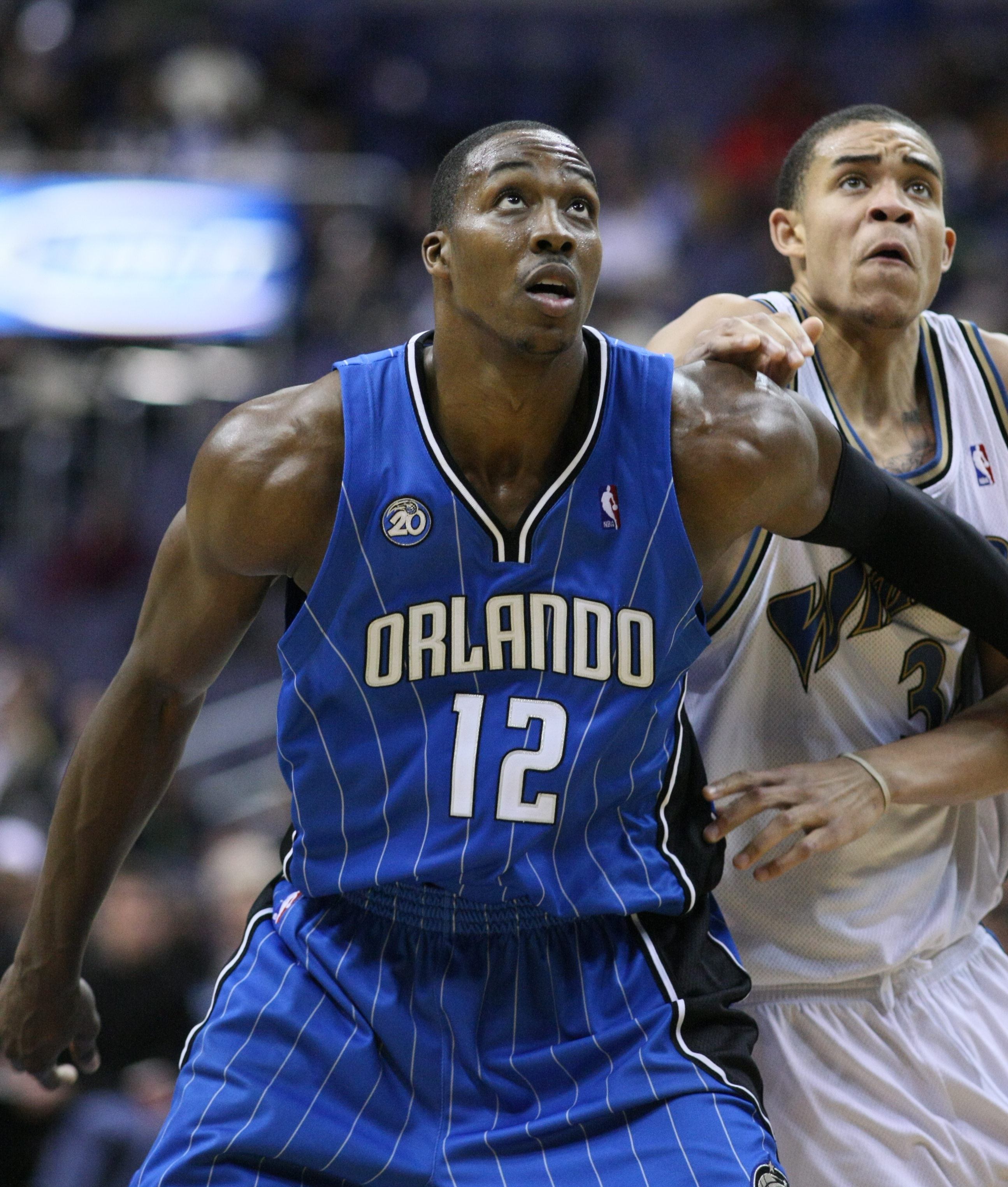
ワシントン・ウィザーズのジャベール・マギーを完封したハワード（2008年）

2008-09シーズンは20.6得点、13.8リバウンド、2.9ブロックを記録でリバウンド王とブロック王、NBA最優秀守備選手賞も受賞し、リーグを代表するセンターとなった。シーズン中には30得点、19リバウンド、10ブロックを記録してキャリア初のトリプル・ダブルも達成、オールスターファン投票では史上最多得票となる315万181票を獲得している。チームは59勝を挙げると、プレーオフではフィラデルフィア・76ers、前年優勝チームのボストン・セルティックスを破ってカンファレンス決勝に進出し、レブロン・ジェームズ率いるクリーブランド・キャバリアーズと対戦する。インサイドを支配するハワードに手を焼いたキャバリアーズからファウルゲームを仕掛けられたが、重要な場面で苦手のフリースローをきっちりと決め、キャバリアーズの作戦を一蹴した。マジックは優勝候補だったキャバリアーズを4勝2敗で破り、ついにNBAファイナル進出を果たした。マジックの初優勝に期待が掛かったが、ロサンゼルス・レイカーズの厳しいディフェンスの前に持ち前の破壊力を発揮できず、特にパウ・ガソルのマークに苦しんだ。またカンファレンス決勝では決めることができたフリースローを、重要な場面で尽く外してしまい、マジックは1勝4敗で完敗した。

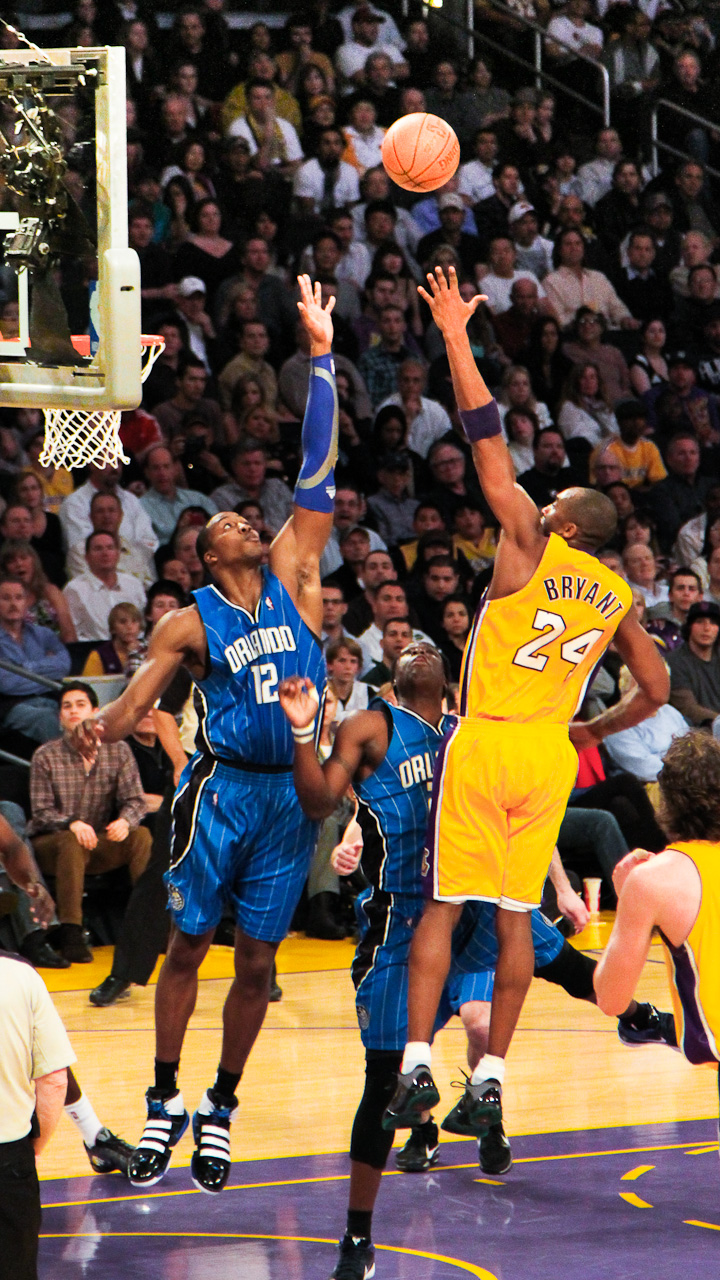
後にチームメイトとなるロサンゼルス・レイカーズのコービー・ブライアントのショットに競り勝ったハワード（2010年）

2010-11シーズンのプレーオフでは1回戦のアトランタ・ホークスとの初戦で46得点、19リバウンドを記録するも敗れるなど、2勝4敗で敗退した。
2011-12シーズン終盤に椎間板ヘルニアの手術を受けたことにより、プレーオフには出場できなかった。

### ロサンゼルス・レイカーズ

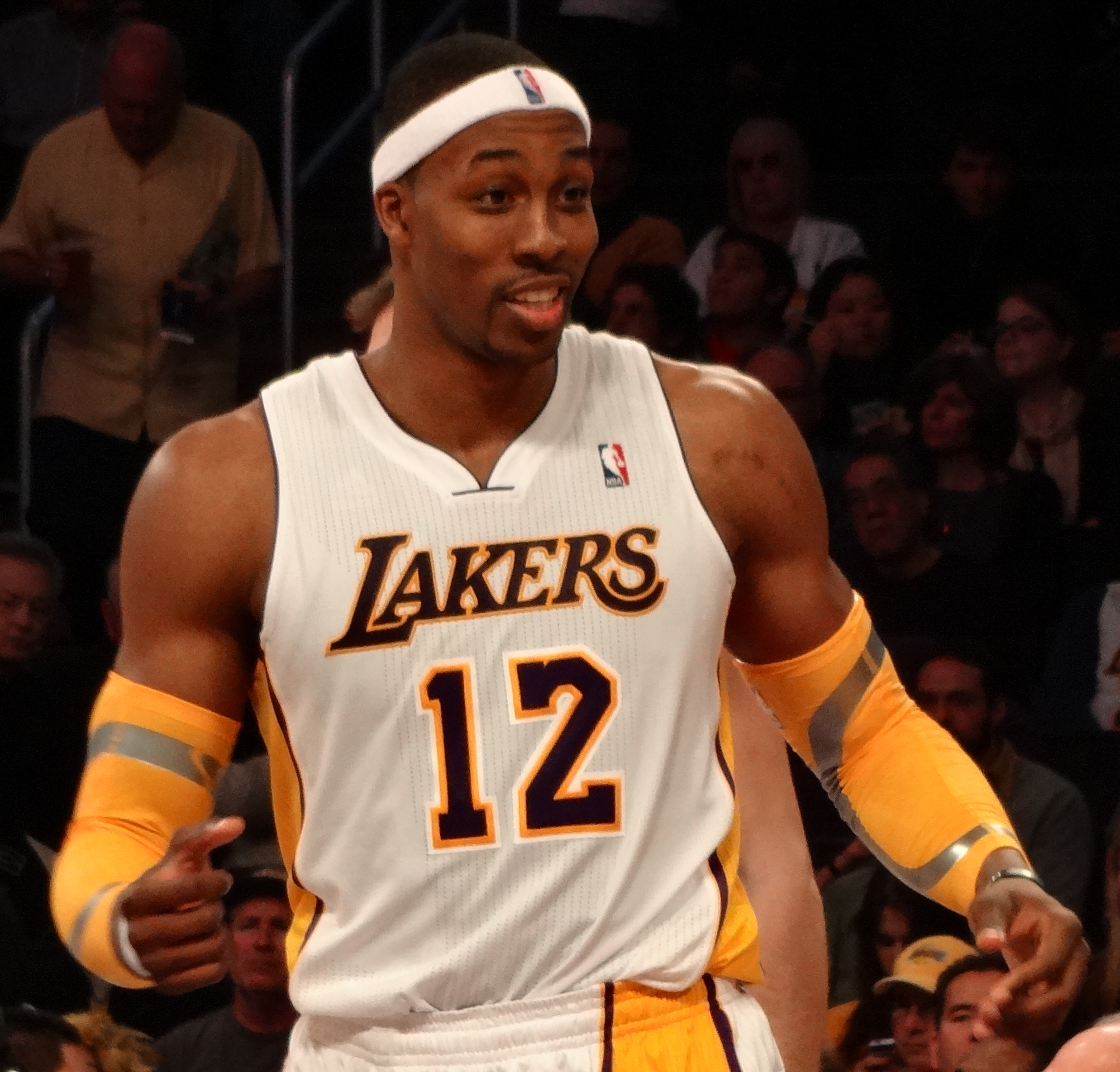
レイカーズでのハワード（2013年）

2012年8月10日にロサンゼルス・レイカーズ、オーランド・マジック、フィラデルフィア・76ers、デンバー・ナゲッツの4チーム、12選手が絡む大型トレードでロサンゼルス・レイカーズへ移籍した。しかし、この移籍劇はハワード自身がマジックとの契約延長を拒否した上で自身の去就をあやふやにし、その後ブルックリン・ネッツやヒューストン・ロケッツなどへのトレードを要求した上で成立した大型トレードだったために、 "ナイトメア"と掛けて "ドワイトメアー（ドワイトの悪夢）" と揶揄された。この頃から、ハワードの人間性を疑問視する声が聞かれるようになる。スティーブ・ナッシュも加わり、コービー・ブライアント、パウ・ガソルと合わせてビッグフォーとして注目されたが、チームは故障が多く低迷、プレーオフには出たが初戦でスパーズにスイープ負けし失意のシーズンとなった。また、コービー・ブライアント、ナッシュ、ヘッドコーチだったマイク・ダントーニとの確執も取り沙汰されるなど、散々なシーズンでもあった。

### ヒューストン・ロケッツ

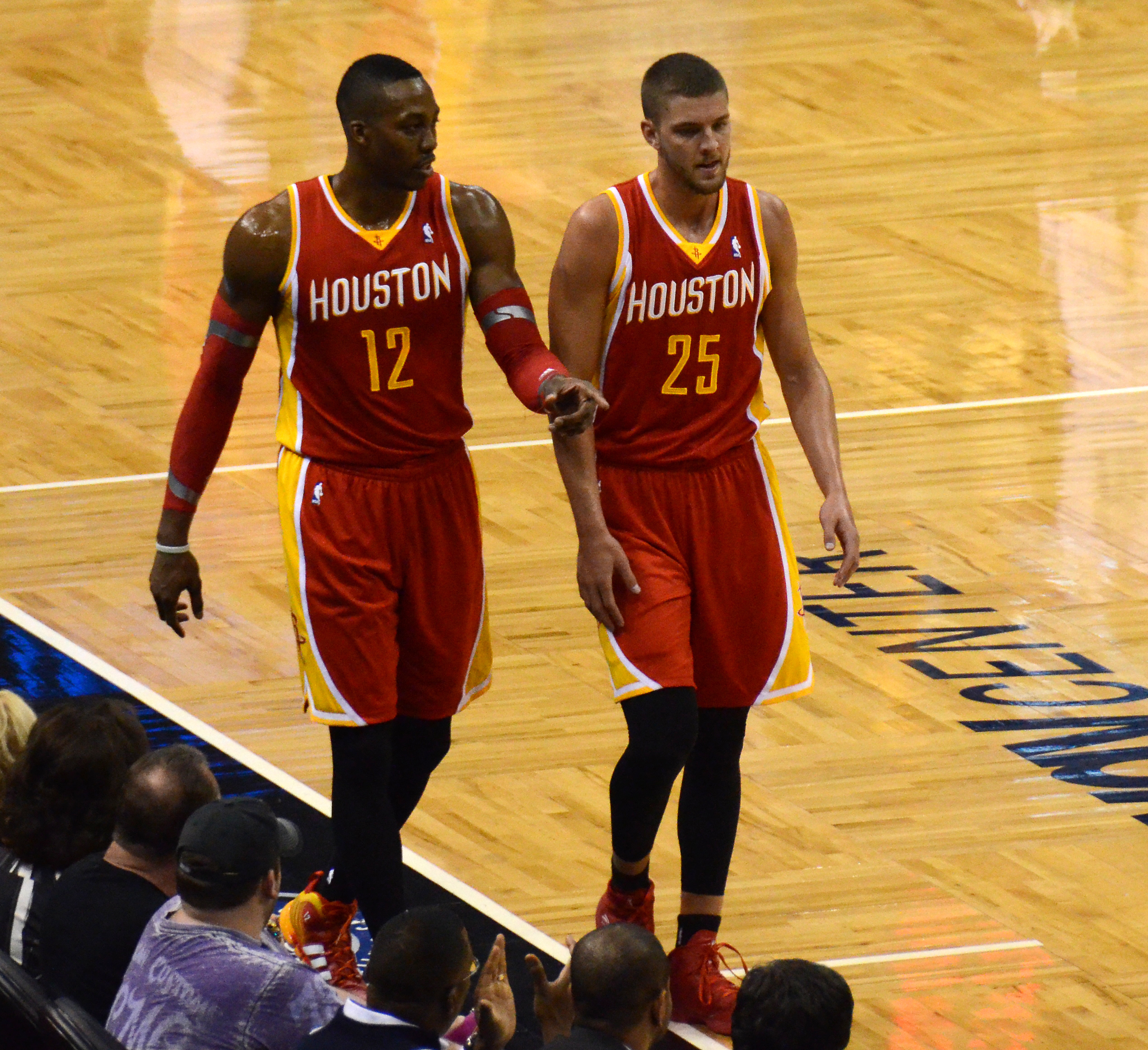
2014年にロケッツに移籍したハワード。チームメイトのチャンドラー・パーソンズと共に。

2013年7月5日にFAでヒューストン・ロケッツに移籍することを自身のツイッターで公表した。移籍1年目の2013-14シーズン、レギュラーシーズンを54勝28敗の好成績で終え、ハワード自身もまずまずの成績を残したたものの、プレーオフ1回戦でポートランド・トレイルブレイザーズの前に2勝4敗と屈した。
2014-15シーズンは、左膝の状態が思わしくなく、シーズンの大半を欠場。それでもチームはカンファレンスファイナルまで勝ち進んだが、ゴールデンステート・ウォリアーズに1勝4敗と完敗を喫した。

### アトランタ・ホークス

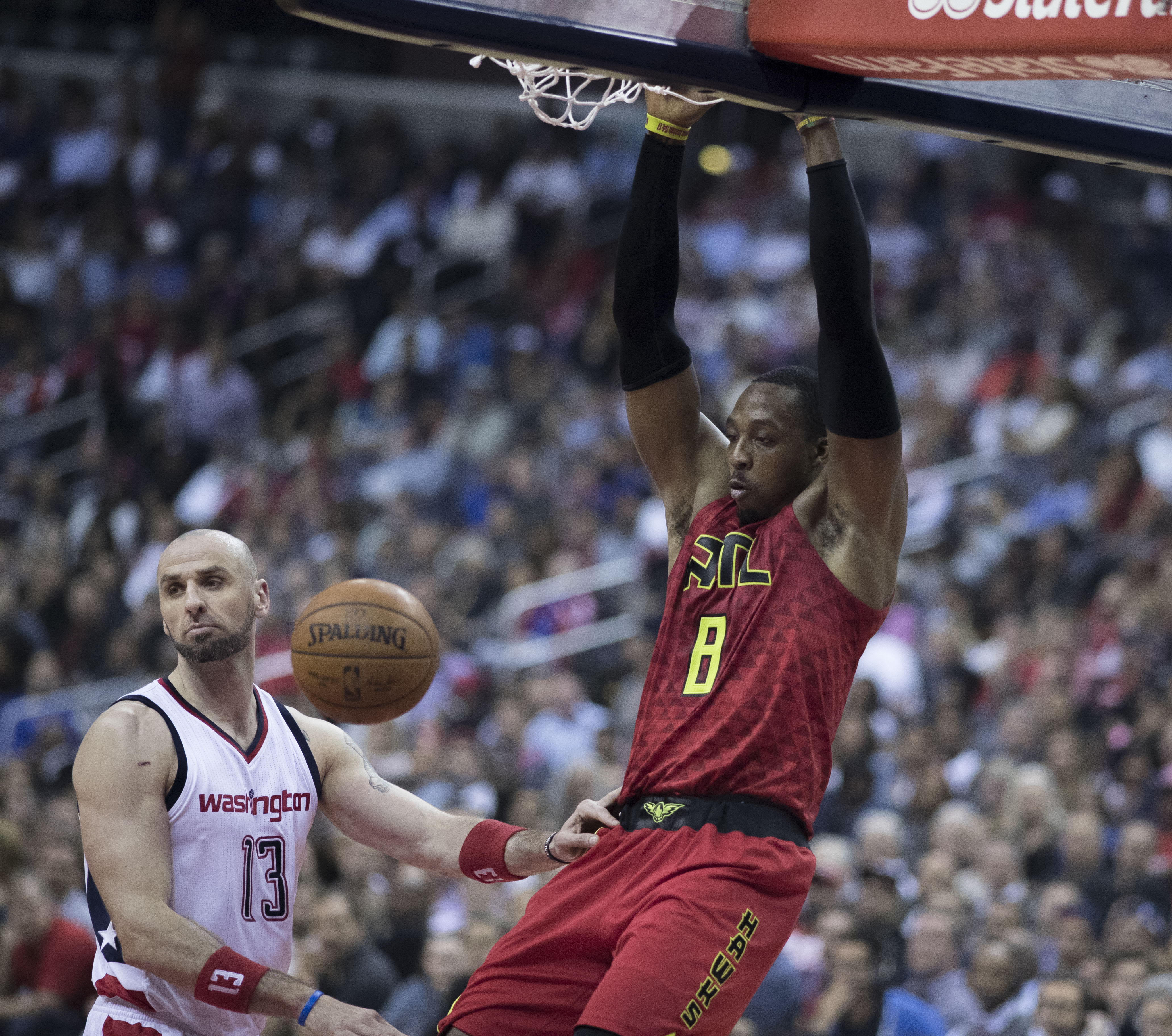
ホークスでのハワード（2017年）

2016年7月1日、地元アトランタ・ホークスと3年総額7050万ドルの契約に合意した。

### シャーロット・ホーネッツ
2017年6月20日にマルコ・ベリネッリ、マイルズ・プラムリー、将来のドラフト指名権とのトレードでシャーロット・ホーネッツへ移籍した。2018年1月27日のマイアミ・ヒート戦で、史上19人目となる通算2000ブロックを達成した。3月10日に行われたフェニックス・サンズ戦で30得点、12リバウンド、4ブロックを記録、試合はホーネッツが122-115で勝利した。3月15日に行われたアトランタ・ホークス戦で33得点を記録し、試合はホーネッツが129-117で勝利した。3月21日に行われたブルックリン・ネッツ戦でキャリアハイとなる30リバウンドを含む32得点、1アシストを記録し、チームは111-105で勝利した。なお、30得点・30リバウンド以上を記録したのは2010年11月12日にケビン・ラブ以来史上9人目の達成者となった。
2018年6月20日にティモフェイ・モズコフ、ドラフト2巡目指名権とのトレードでブルックリン・ネッツへ放出され、その後に解雇された。

### ワシントン・ウィザーズ
2018年7月12日にワシントン・ウィザーズとの契約に合意した。
2019年7月6日にC・J・マイルズとのトレードでメンフィス・グリズリーズへ放出された。

### レイカーズ復帰
2019年8月23日にレイカーズでジョアキム・ノアや複数のビッグマンらとワークアウトを行いグリズリーズから解雇されたのち、かつて所属したレイカーズと再び契約した。2019-20シーズンのレイカーズにはレブロン・ジェームズ、アンソニー・デイビスという絶対的なデュオがいたこともあり、ベンチからの出場となった。ここ数年自身の評価を下げていた原因の一つであるポストプレーを極力減らし、控えのビッグマンとしてゴール下のリバウンドやアリウープのフィニッシャーに専念。結果的にスタッツは軒並みキャリアワーストとなったが、チームへの貢献度は大きく、見事に復活を果たした。プレーオフでは機動力を活かしたチームが相手になることが多く出番は限られたが、チームは勝ち上がり2020年のNBAファイナルでマイアミ・ヒートを4勝2敗で破り、自身にとっては16年目にして初優勝を経験した。

### フィラデルフィア・76ers
2020年11月20日にフィラデルフィア・76ersと1年総額260万ドルで契約した。2020-21シーズンは72試合制でジョエル・エンビードの控えとして69試合に出場し、7.0得点、8.4リバウンド、0.9ブロックを記録した。

### 2度目のレイカーズ復帰
2021年8月6日にレイカーズとベテラン最低保障額で契約。3度目のレイカーズ在籍となった。このシーズンはNBAが75周年記念だったこともあり、リーグ史上最も偉大な75人の選手を発表したが、輝かしい賞歴を誇るハワードは無念の落選となった。選考漏れに関して、ハワードは「NBAが徐々に俺の存在を消そうとしているように感じたから、入らないと思っていた。」とインタビューで語っている。

### 桃園レオパーズ
2021-22シーズン終了後はNBAチームと契約できず、2022-23シーズンは無所属のまま開幕を迎えた。
その後、2022年11月7日にT1 リーグの桃園レオパーズと契約した。

## 代表歴

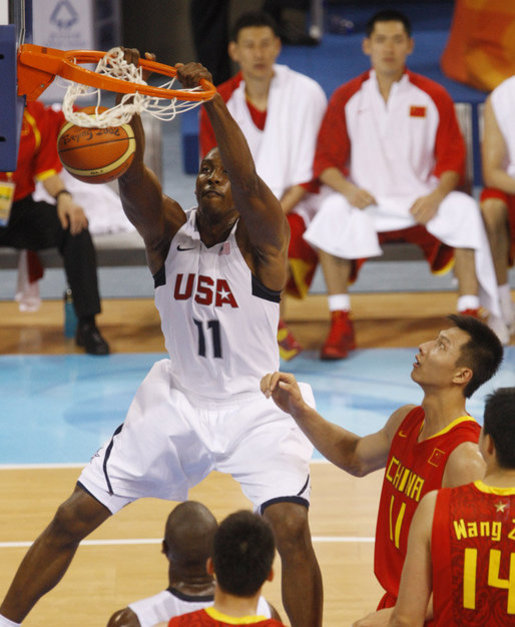
北京オリンピックにて

2006年以降、アメリカ合衆国代表に参加している。日本で開催された2006年の世界選手権では、9試合中8試合に先発出場し、8.9得点、5.3リバウンドの成績を記録した。金メダルは逃したが、銅メダルを掛けて争ったアルゼンチン代表との3位決定戦は20得点と活躍した。
2008年北京オリンピックでは代表チーム唯一のセンターとして参加。全試合に先発出場し、10.9得点、5.8リバウンドを記録し、アメリカ合衆国の金メダル獲得に貢献した。

## 選手としての特徴
身長6フィート10インチ（208cm）、体重265ポンド（120kg）のハワードは、主にセンターのポジションでプレーしている。2007年から2010年まで、そして2012年から2013年までのリバウンド数でスタッツリーダーに輝くなど、ハワードのリバウンド能力は並外れた運動能力によって促進されている部分もある。2011年に行われたランニング垂直跳びでは、彼のサイズの選手としては珍しい39.5インチ（約100cm）を記録している。
ハワードの実力とパワフルな体格は、同じNBAオールスター選手からも注目され、ティム・ダンカンは2007年に「（ハワードは）とても発達している...」と発言し、「彼がピークを迎える時にリーグを去ることが出来て嬉しい」と語っている。ケビン・ガーネットもその気持ちを代弁し「ハワードは天性の怪物だ。僕はあんなに身体的な才能がある選手には到底及ばない。体つきや存在感という点では、それほど才能があったわけではないんだ。」と話す。2009年のNBAプレーオフの試合後、当時フィラデルフィア・76ersの選手であったアンドレ・イグダーラは「一度に2人をガードできるようなものだ。自分の相手とピック&ロールから来る相手をガードできるんだ。もし彼がこれ以上運動能力を高めたり、これ以上高くジャンプしたりしたら、彼らはルールを変えなければならなくなるだろう」と答えている。2007年12月、ESPNのライター、デビッド・ソープはハワードをNBAで最も支配的なセンターと宣言し、キャリア初期に多くのスポーツ評論家はNBAのトップ若手有望株の1人と評価された。

## その他
- 現在でこそリーグ一強靭な肉体を持つハワードだが、少年時代は学年で一番ガリガリに痩せており、裸になると心臓が動くのが分かる程であったとインタビューで語っている。
- 慈善活動にも取り組んでおり、学生への奨学金などを目的としたドワイト・D・ハワード財団を創設している。
- 2008年のスラムダンクコンテストでは、スーパーマンのコスプレでのパフォーマンスが一際大きな印象を与え、以来ハワードの愛称の中に『スーパーマン』が加わった。2007年のステッカー、2008年のスーパーマンのコスチュームのほか、バックボードの端に取り付けた小さなバスケットゴールと、小道具を取り入れることでパフォーマンスの幅を広げた。
- 元チアリーダーの女性との間に子供をもうけていたことは、当時敬虔なクリスチャンというイメージが強かったハワードにとってはちょっとしたスキャンダルとなった。しかしこれが契機となって本来の陽気な性格が表れるようになり、リーグきってのお祭り男としてチームメイトやファンから慕われていた。しかし、2012年夏の移籍問題（前述の"ドワイトメアー"騒動）以降は、コート内外で評判が悪くなっており、コービー・ブライアント、ケビン・デュラント、ケビン・ガーネットなどと乱闘騒ぎを起こすなど、試合中の態度も悪くなっている。この件について元NBA選手のゲイリー・ペイトンは､「彼は多くの選手から嫌われている。試合中にニヤニヤする姿は、相手をイライラさせるんだ」と指摘している。

## 個人成績

### NBA

#### レギュラーシーズン
| シーズン     | チーム       | GP   | GS   | MPG  | FG%   | 3P%  | FT%  | RPG   | APG | SPG | BPG  | PPG  |
| ------------ | ------------ | ---- | ---- | ---- | ----- | ---- | ---- | ----- | --- | --- | ---- | ---- |
| 2004–05      | ORL          | 82   | 82   | 32.6 | .520  | .000 | .671 | 10.0  | .9  | .9  | 1.7  | 12.0 |
| 2005–06      | ORL          | 82*  | 81   | 36.8 | .531  | .000 | .595 | 12.5  | 1.5 | .8  | 1.4  | 15.8 |
| 2006–07      | ORL          | 82*  | 82*  | 36.9 | .603  | .500 | .586 | 12.3  | 1.9 | .9  | 1.9  | 17.6 |
| 2007–08      | ORL          | 82*  | 82*  | 37.7 | .599  | .000 | .590 | 14.2* | 1.3 | .9  | 2.1  | 20.7 |
| 2008–09      | ORL          | 79   | 79   | 35.7 | .572  | .000 | .594 | 13.8* | 1.4 | 1.0 | 2.9* | 20.6 |
| 2009–10      | ORL          | 82*  | 82*  | 34.7 | .612* | .000 | .592 | 13.2* | 1.8 | .9  | 2.8* | 18.3 |
| 2010–11      | ORL          | 78   | 78   | 37.5 | .593  | .000 | .596 | 14.1  | 1.4 | 1.4 | 2.4  | 22.9 |
| 2011–12      | ORL          | 54   | 54   | 38.3 | .573  | .000 | .491 | 14.5* | 1.9 | 1.5 | 2.1  | 20.6 |
| 2012–13      | LAL          | 76   | 76   | 35.8 | .578  | .167 | .492 | 12.4* | 1.4 | 1.1 | 2.4  | 17.1 |
| 2013–14      | HOU          | 71   | 71   | 33.7 | .591  | .286 | .547 | 12.2  | 1.8 | .8  | 1.8  | 18.3 |
| 2014–15      | HOU          | 41   | 41   | 29.8 | .593  | .500 | .528 | 10.5  | 1.2 | .7  | 1.3  | 15.8 |
| 2015–16      | HOU          | 71   | 71   | 32.1 | .620  | .000 | .489 | 11.8  | 1.4 | 1.0 | 1.6  | 13.7 |
| 2016–17      | ATL          | 74   | 74   | 29.7 | .633  | .000 | .533 | 12.7  | 1.4 | 0.9 | 1.2  | 13.5 |
| 2017–18      | CHA          | 81   | 81   | 30.4 | .555  | .143 | .574 | 12.5  | 1.3 | .6  | 1.6  | 16.6 |
| 2018–19      | WAS          | 9    | 9    | 25.6 | .623  | ---  | .604 | 9.2   | .4  | .8  | .4   | 12.8 |
| 2019–20      | LAL          | 69   | 2    | 18.9 | .729  | .600 | .514 | 7.3   | .7  | .4  | 1.1  | 7.5  |
| 2020–21      | PHI          | 69   | 6    | 17.3 | .587  | .250 | .576 | 8.4   | .9  | .4  | .9   | 7.0  |
| 2021–22      | LAL          | 60   | 27   | 16.2 | .612  | .533 | .658 | 5.9   | .6  | .6  | .6   | 6.2  |
| 通算         | 通算         | 1242 | 1078 | 31.8 | .587  | .214 | .587 | 11.8  | 1.3 | .9  | 1.8  | 15.7 |
| オールスター | オールスター | 8    | 6    | 23.3 | .642  | .154 | .450 | 8.8   | 1.5 | .6  | 1.1  | 12.1 |

### プレーオフ
| シーズン | チーム | GP  | GS  | MPG  | FG%  | 3P%  | FT%  | RPG  | APG | SPG | BPG | PPG  |
| -------- | ------ | --- | --- | ---- | ---- | ---- | ---- | ---- | --- | --- | --- | ---- |
| 2007     | ORL    | 4   | 4   | 41.8 | .548 | ---  | .455 | 14.8 | 1.8 | .5  | 1.0 | 15.3 |
| 2008     | ORL    | 10  | 10  | 42.1 | .581 | ---  | .542 | 15.8 | .9  | .8  | 3.4 | 18.9 |
| 2009     | ORL    | 23  | 23  | 39.3 | .601 | .000 | .636 | 15.3 | 1.9 | .9  | 2.6 | 20.3 |
| 2010     | ORL    | 14  | 14  | 35.5 | .614 | ---  | .519 | 11.1 | 1.4 | .8  | 3.5 | 18.1 |
| 2011     | ORL    | 6   | 6   | 43.0 | .630 | .000 | .682 | 15.5 | 0.5 | .7  | 1.8 | 27.0 |
| 2013     | LAL    | 4   | 4   | 31.5 | .619 | ---  | .444 | 10.8 | 1.0 | .5  | 2.0 | 17.0 |
| 2014     | HOU    | 6   | 6   | 38.5 | .547 | ---  | .625 | 13.7 | 1.8 | .7  | 2.8 | 26.0 |
| 2015     | HOU    | 17  | 17  | 33.8 | .577 | ---  | .412 | 14.0 | 1.2 | 1.4 | 2.3 | 16.4 |
| 2016     | HOU    | 5   | 5   | 36.0 | .542 | .000 | .368 | 14.0 | 1.6 | .8  | 1.4 | 13.2 |
| 2017     | ATL    | 6   | 6   | 26.1 | .500 | ---  | .632 | 10.7 | 1.3 | 1.0 | .8  | 8.0  |
| 2020     | LAL    | 18  | 7   | 15.7 | .684 | .500 | .556 | 4.6  | .5  | .4  | .4  | 5.8  |
| 2021     | PHI    | 12  | 0   | 12.4 | .533 | .000 | .600 | 6.3  | .7  | .2  | .5  | 4.7  |
| 通算     | 通算   | 125 | 102 | 31.6 | .589 | .143 | .548 | 11.8 | 1.2 | .8  | 2.0 | 15.3 |

## 受賞歴・記録
- NBAチャンピオン（2020）
- 8× NBAオールスター（2007-2014）
- 5× オールNBAファーストチーム（2008-2012）
- オールNBAセカンドチーム（2014）
- 2× オールNBAサードチーム（2007、2013）
- 3× NBA最優秀守備選手賞（2009-2011）
- 5× NBAオールディフェンシブチーム
  - 1stチーム（2009-2012）
  - 2ndチーム（2008）
- NBAオールルーキー・ファーストチーム（2005）
- 5× NBAリバウンド王（2008、2009、2010、2012、2013）
- 2× NBAブロック王（2008、2009）
- NBAスラムダンクコンテスト優勝（2008）
- NBAフィールドゴール成功率リーダー（2010）
- 4× NBAダンクシュート成功数1位（2006-2009）
- ネイスミス・プレップ年間最優秀選手賞（2004）
- マクドナルド・オール・アメリカンMVP（2004）
- パレード誌オールアメリカン・ファーストチーム（2004）
- ジョージア州ミスター・バスケットボール（2004）
- 2006年のバスケットボール世界選手権アメリカ代表としてプレー。3位となった。
- 2008年北京オリンピック金メダリスト。

### 記録
- 史上最年少で20得点以上、20リバウンド以上を記録（2004年12月1日、ラプターズ戦）
- 史上最年少で年間平均ダブルダブル（2004-05シーズン）
- 史上最年少で年間平均10リバウンド以上（2004-05シーズン）
- 高卒ルーキー（大学経験なし）で初めて全82試合で先発出場
- 史上最年少で20得点以上、20リバウンド以上を記録（19歳342日：2005年11月15日、ボブキャッツ戦）
- 史上最年少で3000リバウンド達成（2007-08シーズン）※ギネス世界記録
- 自己最高の26リバウンド（2006年4月15日シクサーズ戦）
- 通算2000ブロック：史上19人目[5]
- 1試合30得点・30リバウンド：2018年3月21日（8人目）[8]

## 脚註